# Akhil Gupta

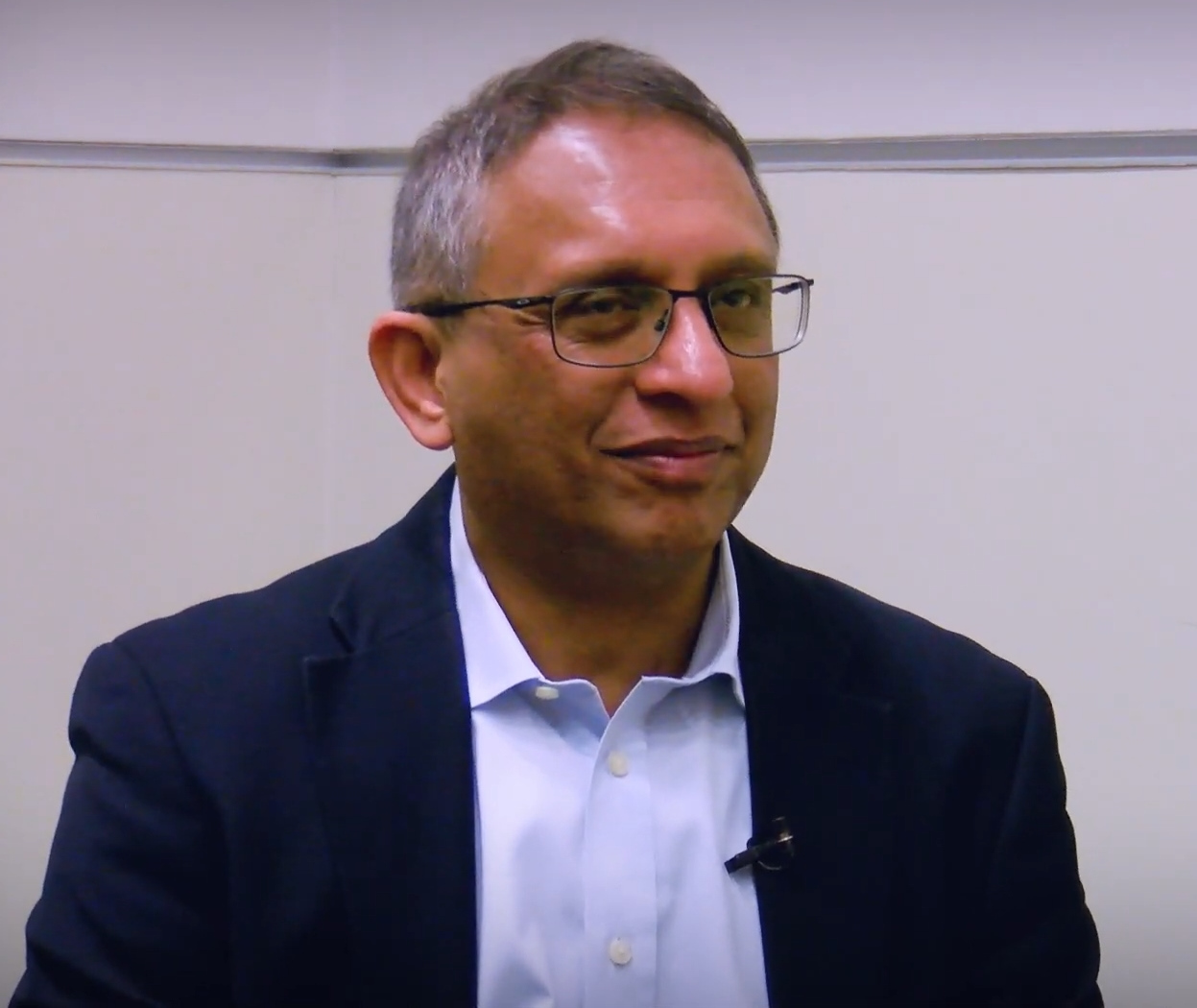
Akhil Gupta (2020)

Akhil Gupta (* 1959) ist ein US-amerikanischer Anthropologe indischer Herkunft, der als Professor an der University of California, Los Angeles (UCLA) forscht und lehrt. Von 2019 bis 2021 amtierte er als Präsident der American Anthropological Association (AAA).
Der 1988 an der Stanford University zum Ph.D. promovierte Gupta forschte unter anderem über Callcenter und die Lebensbedingungen von Bauern und anderen Gruppen armer Menschen in Indien. Er war Gastprofessor an der University of British Columbia in Vancouver (2007), der Universität Kopenhagen (2008) und der École des hautes études en sciences sociales in Paris (2009).

## Schriften (Auswahl)

### Monographien
- Red tape. Bureaucracy, structural violence, and poverty in India. Duke University Press, Durham 2012, ISBN 978-0-8223-5098-9.
- Postcolonial developments. Agriculture in the making of modern India. Duke University Press, Durham 1998, ISBN 0-8223-2183-1.

### (Mit-)Herausgeberschaften
- The anthropology of the state. A reader. Blackwell Pub., Oxford/Malden 2006, ISBN 1-4051-1467-3.
- Culture, power, place : explorations in critical anthropology. Duke University Press, Durham 1997, ISBN 0-8223-1940-3.
- Anthropological locations. Boundaries and grounds of a field science. University of California Press, Berkeley 1997, ISBN 0-520-20679-7.